# Catapyrenium adami-borosi
Catapyrenium adami-borosi är en lavart som först beskrevs av Szatala, och fick sitt nu gällande namn av Breuss. Catapyrenium adami-borosi ingår i släktet Catapyrenium och familjen Verrucariaceae.   Inga underarter finns listade i Catalogue of Life.